# South Park Tower
Der South Park Tower ist ein gemischt genutzter Wolkenkratzer auf der West Side von Manhattan in New York City, Vereinigte Staaten. Das Wohngebäude zählt zu den ersten Hochhäusern mit mindestens 150 Meter Höhe auf der Upper West Side und war bei seiner Eröffnung das höchste im Viertel Lincoln Square.

## Beschreibung
Der South Park Tower befindet sich an der West 60th Street zwischen der Columbus Avenue und der Amsterdam Avenue gegenüber dem Campus der Fordham University am Lincoln Center. Ein Nachbargebäude ist die St. Paul the Apostle Church. Der Wohnturm ist jeweils zwei Blocks vom Kulturzentrum Lincoln Center, dem Columbus Circle und dem Central Park entfernt.
Das von den SLCE Architects entworfene Wohngebäude wurde 1986 fertiggestellt. Es ist 170 m (558 Fuß) hoch und hat 51 Etagen. Andere Quellen geben eine Höhe von 157,3 Meter an. Bauherr und Eigentümer ist die The Brodsky Organization. Das rechteckige Bauwerk hat einen neunstöckigen Sockel und eine braune Ziegelsteinfassade. Die ersten beiden Stockwerke sind mit Naturstein verkleidet. Das Gebäude beherbergt im Sockel eine Außenstelle der Klinik Mount Sinai West sowie Arztpraxen. Darüber befinden sich 498 vermietbare Apartments vom Studio bis zu Ein- bis Drei-Zimmer-Wohnungen, von denen viele einen Balkon besitzen. 2021 wurde der Wolkenkratzer umfassend renoviert. Er bietet für seine Bewohner ein Fitnesscenter, einen Pool und eine Sauna sowie eine Lounge auf dem Dach mit Rundumblick auf die Stadt, Fahrradkeller, Wäscherei und Parkhaus.

## Wohnungsbrand
Am 23. Dezember 1998 ereignete sich ein folgenschwerer Wohnungsbrand in der 19. Etage, bei der vier Menschen, die von der 27. bis zur 29. Etage wohnten, an Rauchvergiftung starben. Als Brandursache wurde eine fehlerhafte Heizungseinheit vermutet. Die Brandwohnung wurde zu diesem Zeitpunkt von Familienmitgliedern des Schauspielers Macaulay Culkin bewohnt, dies waren seine Mutter Patricia Bentrup und drei jüngere Brüder.